# Crucuno

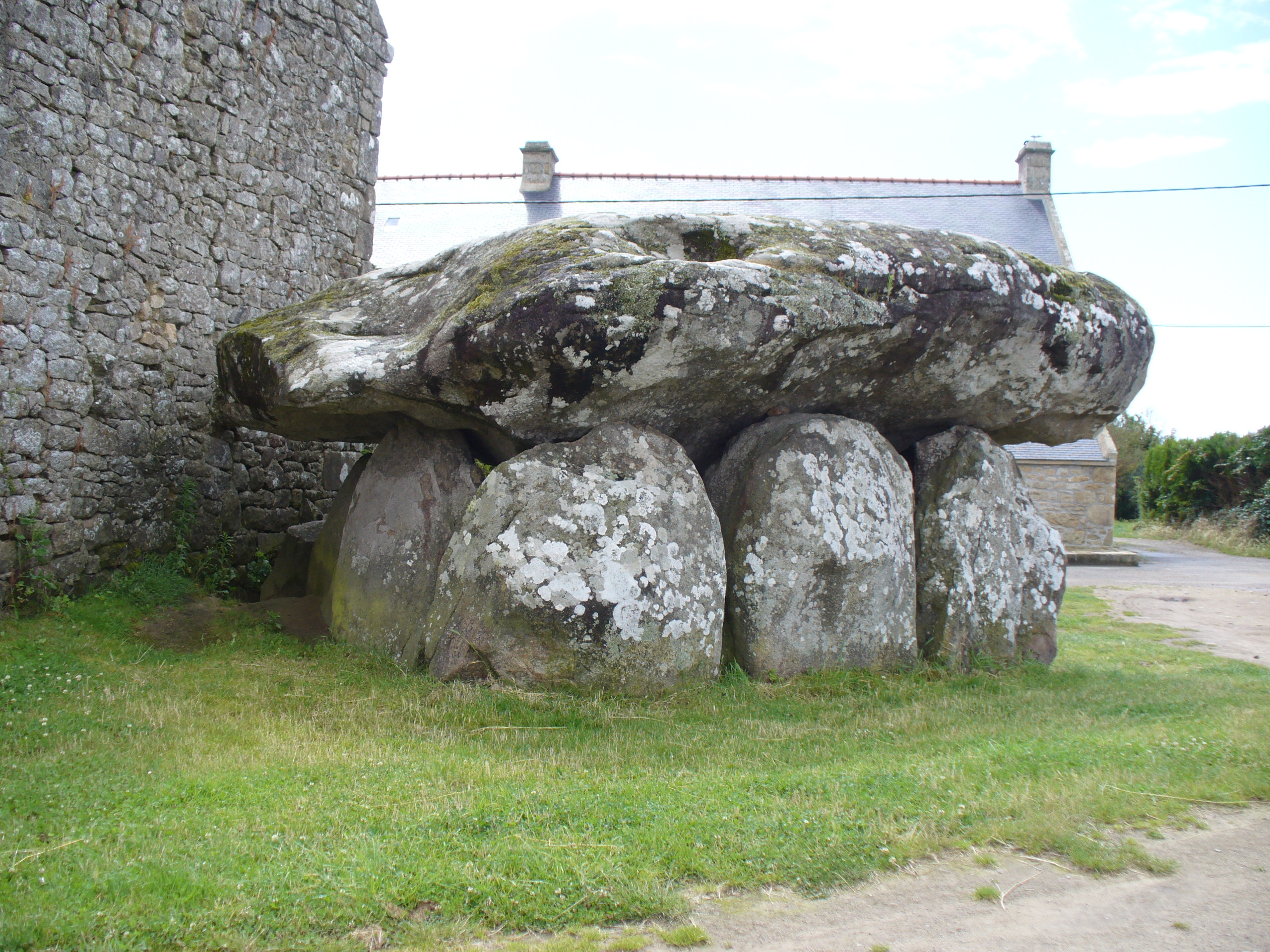
Dolmen am Haus

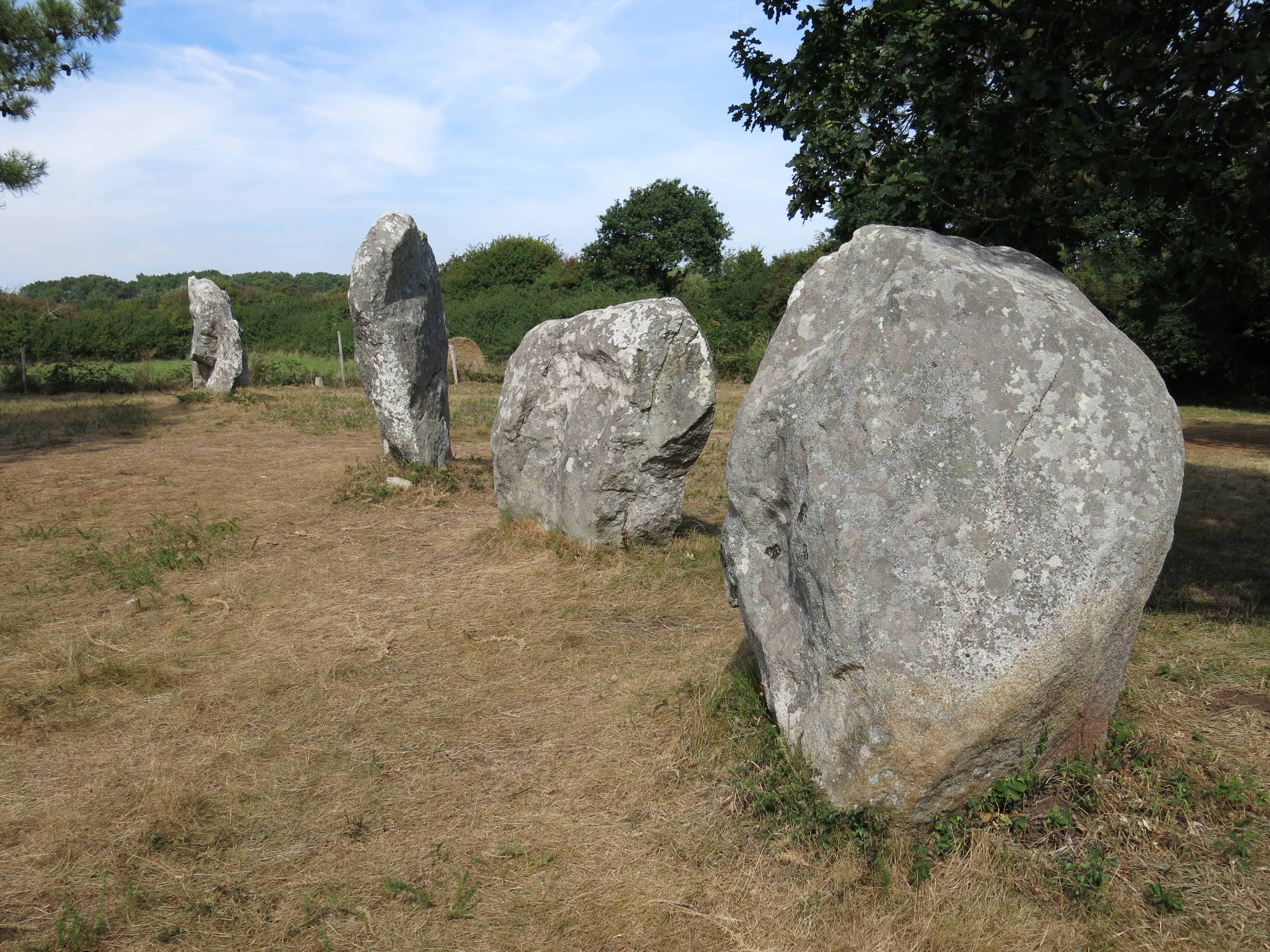
Cromlech von Crucuno

Crucuno ist ein Weiler in Plouharnel im Département Morbihan in der Bretagne in Frankreich. Er liegt östlich der Straße D781 (Rue des Menhirs) von Erdeven nach Plouharnel, zwischen zwei kleinen Teichen. Der Ort ist bekannt durch zwei Dolmen und einen Cromlech. Dolmen ist in Frankreich der Oberbegriff für neolithische Megalithanlagen aller Art (siehe: Französische Nomenklatur).

## Sehenswürdigkeiten

### Dolmen
Der Dolmen, der lange Zeit als Stall diente, steht dicht an einem Haus mitten im Weiler. Er besaß früher einen langen Gang und hatte eine Gesamtlänge von etwa 27 m. Die Deckenplatte hat ein Gewicht von etwa 40 Tonnen.

### Cromlech
Von der rechteckigen nach den Himmelsrichtungen ausgerichteten Steinsetzung des als Cromlech (besser: Quadrilatère) bezeichneten 33 mal 25 m großen Großsteingevierts sind noch 22 Steine vorhanden, die möglicherweise nicht in originaler Position wieder aufgerichtet wurden. Der Cromlech liegt östlich des Weilers.

## Umgebung
Etwa 800 m nordöstlich des Weilers in der Nähe eines kleinen Teiches, in einen kleinen Wald liegt der Dolmen Mané Groh. Ca. 1500 m nordwestlich des Ortes befindet sich das vergleichbare Megalithgrab Mané Braz.